# Kuhn-Nunatak
Der Kuhn Nunatak ist ein 730 m hoher Nunatak im westantarktischen Queen Elizabeth Land. In der Gruppe der Rambo-Nunatakker in den Pensacola Mountains ragt er 6 km südwestlich des Oliver-Nunatak an der Westflanke des Foundation-Eisstroms auf.
Der United States Geological Survey kartierte ihn anhand eigener Vermessungen und Luftaufnahmen der United States Navy aus den Jahren von 1956 bis 1966. Das Advisory Committee on Antarctic Names benannte ihn 1968 nach Michael H. Kuhn, Meteorologe auf der Plateau-Station im antarktischen Winter 1967.